# Raffaele Marciello
Raffaele Marciello (ur. 17 grudnia 1994 w Zurychu) – włoski kierowca wyścigowy. Były protegowany zespołu Scuderia Ferrari.

## Życiorys

### Karting
Raffaele karierę rozpoczął w roku 2005 od startów w kartingu. Dzięki licznym sukcesom, został przyjęty do Akademii Młodych Kierowców Ferrari.

### Formuła Abarth
Pod ich okiem rozpoczął karierę kierowcy wyścigowego w pojazdach o otwartym nadwoziu. W 2010 roku brał udział w Formule Abarth. Już w pierwszym wyścigu sięgnął po zwycięstwo i przez pewien czas był liderem klasyfikacji generalnej mistrzostw. Ostatecznie jednak zmagania zakończył na 3. miejscu. W trakcie sezonu czterokrotnie stanął na podium, z czego dwukrotnie na najwyższym stopniu (w Misano Adriatico oraz Varano).

### Formuła 3
W sezonie 2011 zadebiutował we Włoskiej Formule 3. W zespole Prema Powerteam Marciello sześciokrotnie meldował się w czołowej trójce, a podczas zmagań na Misano Adriatico oraz w Adria stanął na najwyższym stopniu podium. Na torze w Vallelunga Raffaele sięgnął po pierwsze w karierze pole position. Zdobyte punkty ponownie sklasyfikowały go na 3. pozycji.
W 2012 roku Włoch pojawił się na liście startowej wznowionej Europejskiej Formuły 3. Z dorobkiem 228,5 zdobył w pierwszym sezonie występów tytuł wicemistrzowski. W Formule 3 Euro Series Marciello spisał się nieco gorzej, ale i tak stanął na podium – był trzeci w klasyfikacji generalnej.
Na sezon 2013 Raffaele podpisał kontrakt z włoską ekipą mistrzowską Prema Powerteam. W ciągu 30 wyścigów, w których wystartował, trzynastokrotnie zwyciężał, a dziewiętnastokrotnie stawał na podium. Uzbierane 489,5 punktu pozwoliło mu zdobyć tytuł mistrza serii.

### Seria GP2
Na sezon 2014 Włoch podpisał kontrakt z hiszpańską ekipą Racing Engineering. Wystartował łącznie w 22 wyścigach, spośród których w czterech stawał na podium. W Wielkiej Brytanii wywalczył pierwsze pole position, a w głównym wyścigu w Belgii odniósł swoje pierwsze zwycięstwo w GP2. Uzbierał łącznie 75 punkty, które zapewniły mu ósme miejsce w końcowej klasyfikacji kierowców.
W roku 2015 przeniósł się do rodzimej ekipy Trident Racing. Starty w przeciętnym zespole uniemożliwiły walkę o tytuł mistrzowski, jednak nie przeszkodziło w odnotowaniu czterech wizyt na podium i uzyskaniu większej ilości punktów w stosunku do ubiegłego sezonu. Włoch dziesięciokrotnie meldował się w czołowej szóstce, dzięki czemu uzyskał pulę 110 punktów - taką samą, jak kierowcy DAMS - Brytyjczyk Alex Lynn oraz Francuz Pierre Gasly. Jako że Lynn odnotował dwie wygrane, natomiast Gasly mniej drugich miejsc, Włoch został sklasyfikowany na 7. pozycji.
W sezonie 2016 Włoch zastąpił Nowozelandczyka Mitcha Evansa w rosyjskim zespole Russian Time. Włoch był zdecydowanie bardziej regularnie i popełnił mniej błędów, dzięki czemu do ostatniego wyścigu sezonu walczył o podium klasyfikacji generalnej, jednak przez słaby weekend w Abu Zabi, podczas którego zdobył tylko jeden punktów, został dogoniony przez rywala. Przez moment, w pierwszej fazie sezonu, był nawet liderem tabeli. Ostatecznie zdobył taką samą liczbę punktów, co Siergiej Sirotkin, jednak dzięki temu, że Rosjanin odniósł trzy zwycięstwa, to on został drugim wicemistrzem serii. Raffaele sześciokrotnie stawał na podium, jednak o jego regularności świadczy fakt, iż czternastokrotnie mieścił się w czołowej szóstce.

### Formuła 1
W sezonie 2015 był kierowcą rezerwowym szwajcarskiego zespołu Sauber. Kontrakt miał związek z przynależeniem do Scuderii Ferrari i dostarczaniem ich silników za niższą cenę. Włoch wziął udział w czterech sesjach treningowych - na torze Sepang, Circuit de Catalunya, Silverstone oraz Austin. Z końcem roku odszedł jednak z Akademii Ferrari, jednocześnie kończąc współpracę ze stajnią z Hinwil. Po sezonie 2016 stracił wsparcie włoskiej stajni oraz przynależność do szwajcarskiej ekipy, przez co zdecydował się porzucić marzenia o królowej sportów motorowych.

## Wyniki

### GP2
| Legenda oznaczeń w tabelach wyników Wyświetl szablon na nowej stronie | Legenda oznaczeń w tabelach wyników Wyświetl szablon na nowej stronie                                                                     |
| Oznaczenie                                                            | Wyjaśnienie |
| --------------------------------------------------------------------- | --- |
| Złoty                                                                 | Zwycięzca lub mistrzostwo |
| Srebrny                                                               | 2. miejsce lub wicemistrzostwo |
| Brązowy                                                               | 3. miejsce lub II wicemistrzostwo |
| Zielony                                                               | Ukończył, punktował (w klasyfikacji generalnej, gdy zdobył co najmniej jeden punkt na przestrzeni sezonu, poza trzema powyższymi opcjami) |
| Niebieski                                                             | Ukończył, nie punktował (w klasyfikacji generalnej, gdy nie zdobył co najmniej jednego punktu na przestrzeni sezonu)                      |
| Czerwony                                                              | Nie zakwalifikował się (NZ) |
| Czerwony                                                              | Nie prekwalifikował się (NPK) |
| Różowy                                                                | Nie ukończył (NU) |
| Różowy                                                                | Niesklasyfikowany (NS) (w klasyfikacji generalnej, gdy nie został sklasyfikowany w żadnym wyścigu sezonu)                                 |
| Czarny                                                                | Zdyskwalifikowany (DK) |
| Czarny                                                                | Wykluczony (WYK/EX) |
| Biały                                                                 | Nie wystartował (NW) |
| Biały                                                                 | Kontuzjowany (K/INJ) |
| Biały                                                                 | Wyścig odwołany (OD/C) |
| Bez koloru                                                            | Został wycofany (WYC/WD) |
| Bez koloru                                                            | Nie przybył (NP/DNA) |
| Bez koloru                                                            | Nie brał udziału w treningach (NT/DNP) |
| Bez koloru                                                            | Nie został zgłoszony (–) |
| Pogrubienie                                                           | Start z pole position |
| Kursywa                                                               | Najszybsze okrążenie wyścigu |
| †                                                                     | Nie ukończył, ale jego rezultat został zaliczony ze względu na przejechanie więcej niż 90% dystansu wyścigu.                              |
| *                                                                     | Sezon w trakcie |
| 1/2/3                                                                 | Punktowana pozycja w sprincie kwalifikacyjnym                                                                                             |
| Lista systemów punktacji Formuły 1                                    | |

| Rok  | Zespół             | Wyniki w poszczególnych eliminacjach | Wyniki w poszczególnych eliminacjach | Wyniki w poszczególnych eliminacjach | Wyniki w poszczególnych eliminacjach | Wyniki w poszczególnych eliminacjach | Wyniki w poszczególnych eliminacjach | Wyniki w poszczególnych eliminacjach | Wyniki w poszczególnych eliminacjach | Wyniki w poszczególnych eliminacjach | Wyniki w poszczególnych eliminacjach | Wyniki w poszczególnych eliminacjach | Wyniki w poszczególnych eliminacjach | Wyniki w poszczególnych eliminacjach | Wyniki w poszczególnych eliminacjach | Wyniki w poszczególnych eliminacjach | Wyniki w poszczególnych eliminacjach | Wyniki w poszczególnych eliminacjach | Wyniki w poszczególnych eliminacjach | Wyniki w poszczególnych eliminacjach | Wyniki w poszczególnych eliminacjach | Wyniki w poszczególnych eliminacjach | Wyniki w poszczególnych eliminacjach | Punkty | Pozycja |
| ---- | ------------------ | ------------------------------------ | ------------------------------------ | ------------------------------------ | ------------------------------------ | ------------------------------------ | ------------------------------------ | ------------------------------------ | ------------------------------------ | ------------------------------------ | ------------------------------------ | ------------------------------------ | ------------------------------------ | ------------------------------------ | ------------------------------------ | ------------------------------------ | ------------------------------------ | ------------------------------------ | ------------------------------------ | ------------------------------------ | ------------------------------------ | ------------------------------------ | ------------------------------------ | ------ | ------- |
| 2014 | Racing Engineering | BHR                                  | BHR                                  | ESP                                  | ESP                                  | MON                                  | MON                                  | AUT                                  | AUT                                  | GBR                                  | GBR                                  | DEU                                  | DEU                                  | HUN                                  | HUN                                  | BEL                                  | BEL                                  | ITA                                  | ITA                                  | RUS                                  | RUS                                  | ARE                                  | ARE                                  | 74     | 8       |
| 2014 | Racing Engineering | 18                                   | 24                                   | NU                                   | 16                                   | 12                                   | 19                                   | 3                                    | 3                                    | NU                                   | NU                                   | 17                                   | NU                                   | 19                                   | 8                                    | 1                                    | 14                                   | NU                                   | 18                                   | 3                                    | NU                                   | 11                                   | 7                                    | 74     | 8       |
| 2015 | Trident            | BHR                                  | BHR                                  | ESP                                  | ESP                                  | MON                                  | MON                                  | AUT                                  | AUT                                  | GBR                                  | GBR                                  | HUN                                  | HUN                                  | BEL                                  | BEL                                  | ITA                                  | ITA                                  | RUS                                  | RUS                                  | BHR                                  | BHR                                  | ARE                                  |                                      | 110    | 7       |
| 2015 | Trident            | NU                                   | 20                                   | 6                                    | 17                                   | 8                                    | 2                                    | 15                                   | 10                                   | 6                                    | 2                                    | 7                                    | 4                                    | 14                                   | 12                                   | 15                                   | 7                                    | 6                                    | 3                                    | 4                                    | 5                                    | 2                                    |                                      | 110    | 7       |
| 2016 | Russian Time       | ESP                                  | ESP                                  | MON                                  | MON                                  | AZE                                  | AZE                                  | AUT                                  | AUT                                  | GBR                                  | GBR                                  | HUN                                  | HUN                                  | GER                                  | GER                                  | BEL                                  | BEL                                  | ITA                                  | ITA                                  | MAL                                  | MAL                                  | ARE                                  | ARE                                  | 159    | 4       |
| 2016 | Russian Time       | 8                                    | 5                                    | 6                                    | 3                                    | 3                                    | 11                                   | 3                                    | 4                                    | 9                                    | 6                                    | 4                                    | 8                                    | 3                                    | 7                                    | 4                                    | 5                                    | 2                                    | 14                                   | 6                                    | 2                                    | 10                                   | 13                                   | 159    | 4       |

### Podsumowanie
| Sezon | Seria                            | Zespół             | Wyścigi          | Zwycięstwa       | PP               | NO               | Podium           | Punkty           | Pozycja          |
| ----- | -------------------------------- | ------------------ | ---------------- | ---------------- | ---------------- | ---------------- | ---------------- | ---------------- | ---------------- |
| 2010  | Formuła Abarth                   | JD Motorsport      | 13               | 2                | 0                | 2                | 4                | 91               | 3                |
| 2011  | Włoska Formuła 3                 | Prema Powerteam    | 14               | 2                | 1                | 2                | 6                | 123              | 3                |
| 2011  | Międzynarodowe Trofeum Formuły 3 | Prema Powerteam    | 2                | 0                | 0                | 0                | 0                | N/A              | NS†              |
| 2012  | Toyota Racing Series             | M2 Competition     | 15               | 1                | 0                | 1                | 2                | 535              | 9                |
| 2012  | Formuła 3 Euro Series            | Prema Powerteam    | 24               | 6                | 2                | 6                | 10               | 219,5            | 3                |
| 2012  | Europejska Formuła 3             | Prema Powerteam    | 20               | 7                | 4                | 6                | 9                | 228,5            | 2                |
| 2012  | Masters of Formula 3             | Prema Powerteam    | 1                | 0                | 0                | 0                | 1                | N/A              | 2                |
| 2012  | Grand Prix Makau                 | Prema Powerteam    | 1                | 0                | 0                | 0                | 0                | N/A              | 8                |
| 2013  | Europejska Formuła 3             | Prema Powerteam    | 30               | 13               | 12               | 7                | 19               | 489,5            | 1                |
| 2013  | Grand Prix Makau                 | Prema Powerteam    | 1                | 0                | 1                | 0                | 0                | N/A              | NS               |
| 2014  | Florida Winter Series            |                    | 12               | 0                | 0                | 0                | 2                | 0                | NS†              |
| 2014  | Seria GP2                        | Racing Engineering | 22               | 1                | 1                | 1                | 4                | 74               | 8                |
| 2015  | Formuła 1                        | Sauber F1 Team     | Kierowca testowy | Kierowca testowy | Kierowca testowy | Kierowca testowy | Kierowca testowy | Kierowca testowy | Kierowca testowy |
| 2015  | Seria GP2                        | Trident            | 22               | 0                | 0                | 0                | 4                | 110              | 7                |
| 2016  | Seria GP2                        | Russian Time       | 22               | 0                | 0                | 0                | 6                | 159              | 4                |

† – Marciello nie był zaliczany do klasyfikacji.